# Dragojevići
Dragojevići su naseljeno mjesto u općini Foči, Republika Srpska, BiH. Nalaze se na desnoj obali Drine.
Godine 1962. pripojeno im je naselje Vladikovi (Sl.list SRBiH 47/62).

## Stanovništvo
| Narod     | Popis 1961. | Popis 1971. | Popis 1981. | Popis 1991. |
| --------- | ----------- | ----------- | ----------- | ----------- |
| Hrvati    |             |             |             |             |
| Muslimani |             |             |             |             |
| Srbi      | 164         | 276         | 215         | 179         |
| ostali    |             | 3           |             |             |
| Ukupno    | 164         | 279         | 215         | 179         |